# Culicoides flavirostris
Culicoides flavirostris är en tvåvingeart som beskrevs av Vimmer 1932. Culicoides flavirostris ingår i släktet Culicoides och familjen svidknott.
Artens utbredningsområde är Israel. Inga underarter finns listade i Catalogue of Life.